# Petrocosmea condorensis
Petrocosmea condorensis är en tvåhjärtbladig växtart som beskrevs av François Pellegrin. Petrocosmea condorensis ingår i släktet Petrocosmea och familjen Gesneriaceae. Inga underarter finns listade i Catalogue of Life.